# Frances Loring

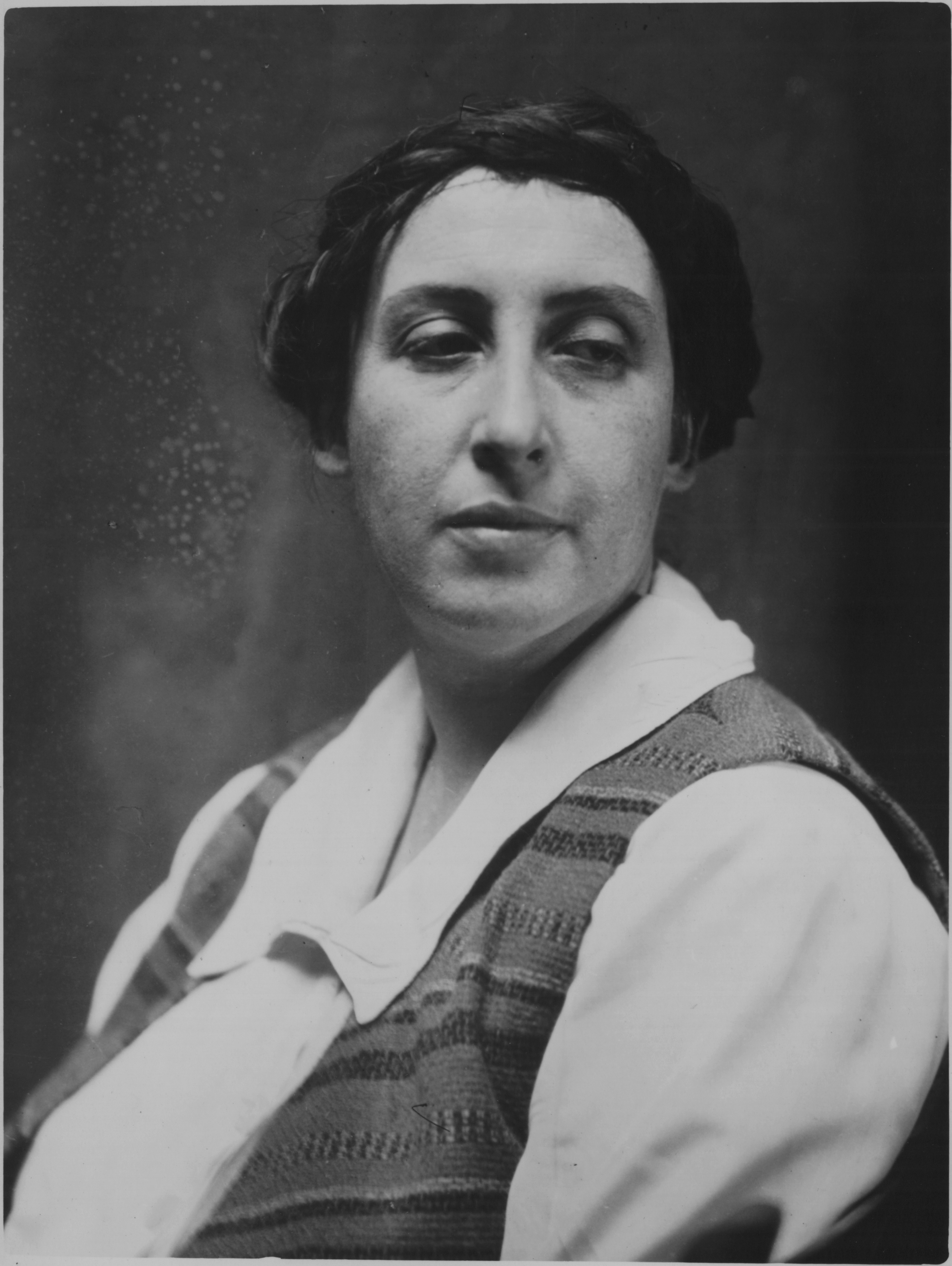
Frances Loring, 1931

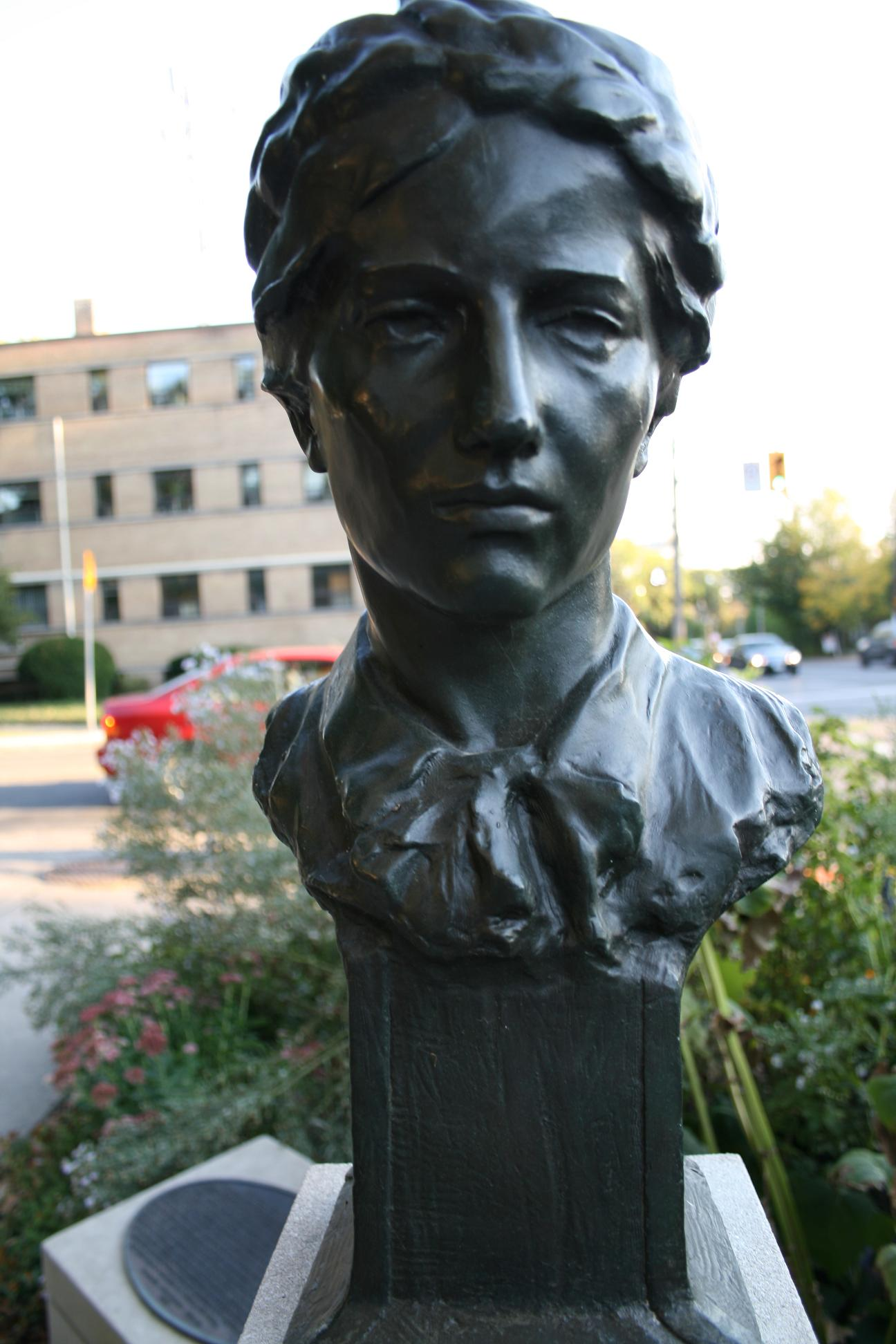
Büste Florence Wyle von Loring

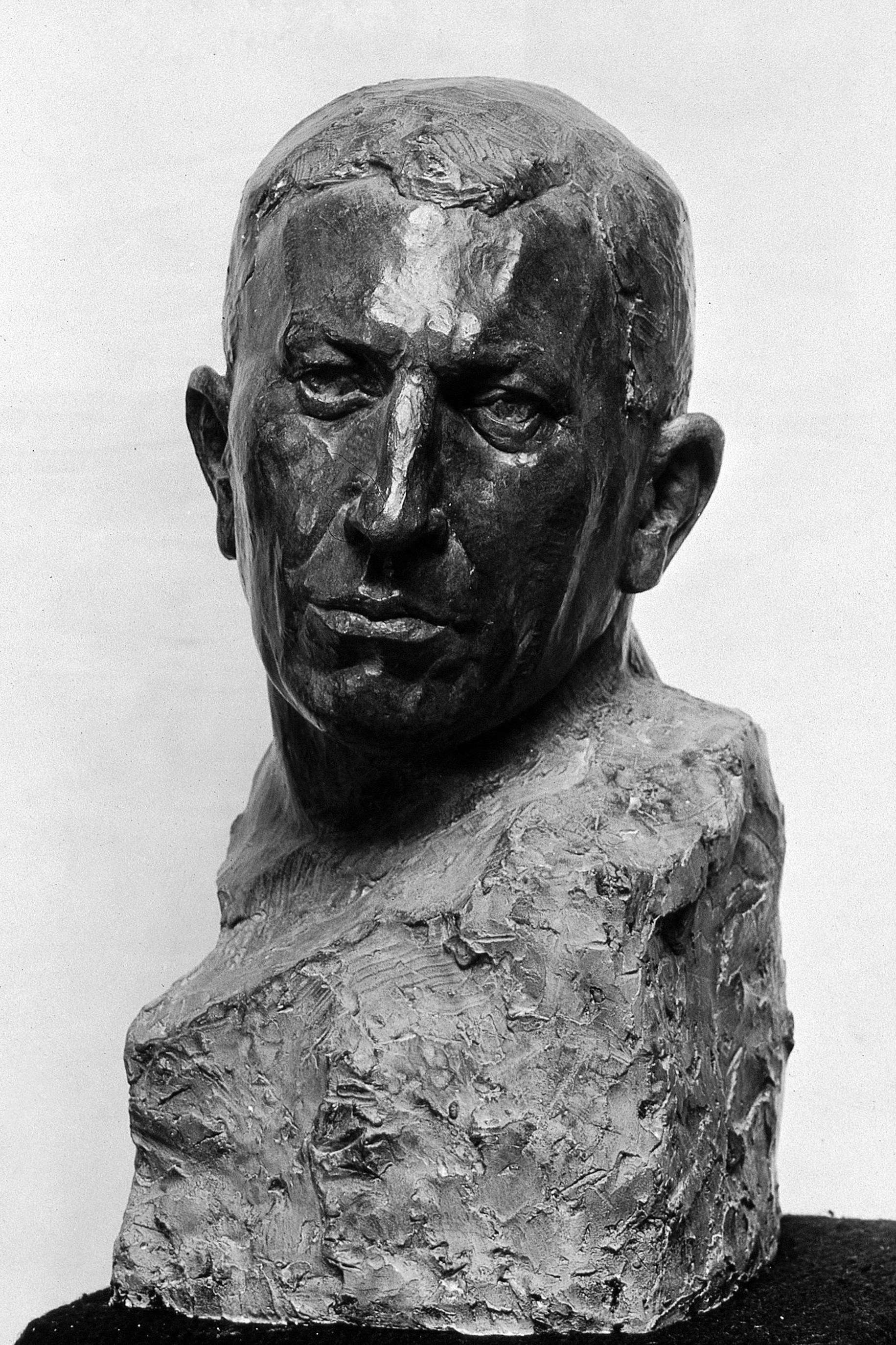
Frederick Banting von Frances Loring

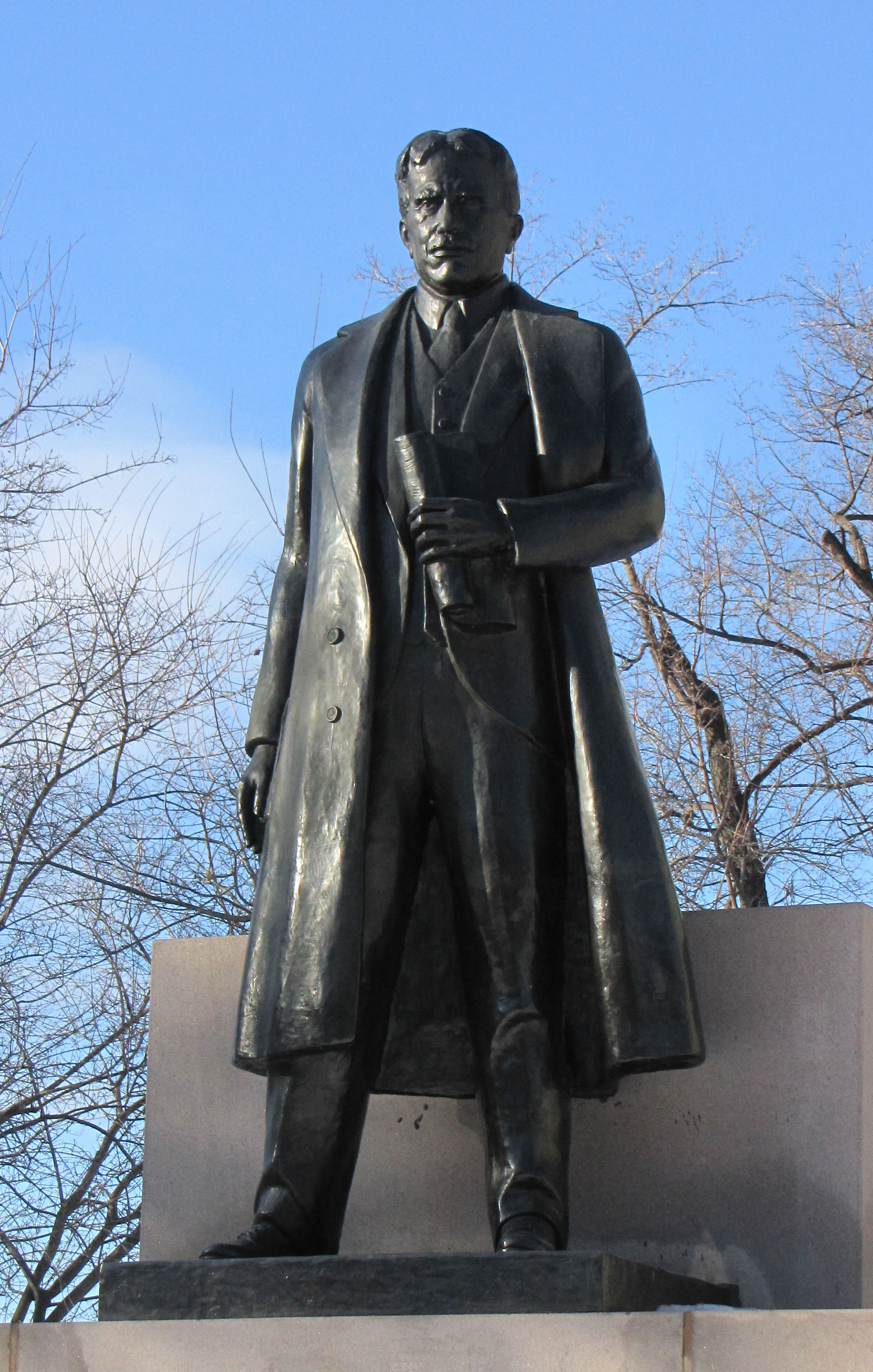
Statue von Sir Robert Borden, Ottawa

 Frances Norma Loring (* 14. Oktober 1887 in Wardner, Idaho, Vereinigte Staaten; † 5. Februar 1968 in Newmarket (Ontario), Kanada) war eine kanadische Bildhauerin. Sie gehörte mit Florence Wyle zu den Gründungsmitgliedern der Sculptors’ Society of Canada.

## Leben und Werk
Loring war die Tochter von Charlotte Moore und dem Bergbauingenieur Frank Curtis Loring. Sie studierte an mehreren Schulen, darunter von 1901 bis 1903 an der Ecole des Beaux-Arts in Genf, Schweiz, 1903 bei dem deutschen Bildhauer Carl Guttner in München, von 1904 bis 1906 an der Academie Colarossi in Paris, 1906 an dem Art Institute of Chicago, der School of the Museum of Fine Arts at Tufts in Boston und 1910 an der Art Students League von New York. Während ihres Studiums am Chicago Art Institute lernte Loring ihre lebenslange Partnerin und Mitarbeiterin Florence Wyle kennen.
1909 zog Loring nach New York City und wurde bald von Wyle unterstützt. Das erste der drei Atelierhäuser, die sie ihr Leben lang teilten, befand sich in einer Künstlerkolonie in Greenwich Village. 1913 zogen Loring und Wyle nach Toronto, wo sie als The Girls bezeichnet wurden. In Toronto mieteten sie ein Atelierhaus. 1920 kauften sie ein umgebautes kirchliches Schulhaus The Church im Stadtteil Moore Park.
1928 gründeten Loring und Wyle zusammen mit Alfred Laliberté, Elizabeth Wyn Wood, Woods Ehemann Emanuel Hahn und Henri Hébert die Sculptors’ Society of Canada. Die Kirche war nicht nur ihr Atelier, sondern wurde auch zum offiziellen Hauptsitz der Sculptors’ Society of Canada und zu einem Treffpunkt für Torontos Künstlergemeinschaft.

## Künstlerische Arbeit
Loring wurde Mitglied der Royal Canadian Academy of Arts und war Hauptorganisatorin der Federation of Canadian Artists und des Canada Council of the Arts. Ihre Arbeiten wurde oft von der Women’s Art Association of Canada ausgestellt. 1960 präsentierte sie ihre Werke zusammen mit denen von Edmund Alleyn, Graham Coughtry, Jean Paul Lemieux und Albert Dumouchel für Kanada auf der Biennale di Venezia.
Sie schuf Hunderte verschiedener Kunstwerke während des Ersten Weltkriegs, darunter öffentliche Denkmäler und nach dem Krieg auch Porträts und Gartenskulpturen. Am Ende des Ersten Weltkriegs erhielt sie mit Wyle vom Canadian War Memorials Fund den Auftrag, die Kriegsaktivitäten in Kanada darzustellen.
Ihr 1928 geschaffenes Kriegsdenkmal in der Great Library in der Osgoode Hall der University of Toronto ist ein überlebensgroßer Mann aus Carrara-Marmor. Für das Queen Elizabeth Way Monument (ursprünglich am Eingang zum Queen Elizabeth Way in Toronto gelegen und 1975 in den Casimir Gzowski Park am Ufer des Lake Ontario verlegt, als die Autobahn verbreitert wurde) schuf Loring in Zusammenarbeit mit Wyle die Krone an der Spitze des Denkmals, ein Medaillon mit Profilen von König George VI und Königin Elizabeth und einen königlichen Löwen an der Basis. Loring schuf auch eine Bronzestatue des ehemaligen kanadischen Premierministers Robert Borden und verschiedene Kriegsdenkmäler in Cambridge (Ontario).
Loring und Wyle starben 1968 im Abstand von drei Wochen. Beide legten in ihrem 1965 erstellten Testament fest, dass der Erlös aus dem Verkauf ihrer Werke an einen Fonds gespendet wird, der eingerichtet wurde, um die Werke junger Bildhauer zu kaufen und die Werke in öffentlichen Galerien in ganz Europa auszustellen.
1984 wurde auf Antrag der Moore Park Residents’ Association zur Erinnerung an Wyle und Loring die Loring-Wyle Parkette gegründet, die sich in der Nähe des ehemaligen Künstlerateliers in Toronto befindet. Die Parkette enthält Büsten beider Frauen, die jeweils von der anderen modelliert wurden.

## Ehrungen
Am 19. Juli 2011 ehrte die kanadische Regierung, vertreten durch den für das Historic Sites and Monuments Board of Canada zuständigen Minister, Loring für ihr Werk und Wirken und erklärte sie zu einer „Person von nationaler historischer Bedeutung“.
Weitere Ehrungen:
- 1955: Goldmedaille der University of Alberta
- 1955: Ehrendoktor der University of Toronto[7]

## Veröffentlichungen
- A Word of Introduction. Fifty Years of Photography by Ashley & Crippen. Toronto: Ashley & Crippen, 1965.
- Sculpture in the Garden. Canadian Art 1.2, Dezember–Januar 1943–1944, S. 64–67.